# Епархия Коттара
Епархия Коттара (лат. Dioecesis Kottarensis) — епархия Римско-Католической церкви c центром в городе Коттар, Индия. Епархия Коттара входит в митрополию Мадурая. Кафедральным собором епархии Коттара является церковь святого Франциска Ксаверия.

## История
26 мая 1930 года Папа Римский Пий XI выпустил буллу «Ad pastorale», которой учредил епархию Коттара, выделив её из епархии Квилона. В этот же день епархия Коттара вошла в митрополию Вераполи.
19 сентября 1953 года епархия Коттара вошла в митрополию Мадурая.
22 декабря 2014 года епархия Коттара передала часть своей территории епархии Кужитурая.

## Ординарии епархии
- епископ Лоренцо Перейра (26.05.1930 — 7.01.1938);
- епископ Томас Рох Агнисвами (5.01.1939 — 23.11.1970);
- епископ Марианус Арокиасами (23.11.1970 — 3.07.1987) — назначен архиепископом Мадурая;
- епископ Леон Августин Тхармарай (14.11.1988 — 15.01.2007);
- епископ Петер Ремигиус (30.06.2007 — по настоящее время).